# フール・サッチ・アズ・アイ
「フール・サッチ・アズ・アイ」（(Now and Then There's) A Fool Such as I）は、ビル・トレイダー作詞・作曲し、1952年にハンク・スノウが歌った楽曲。1953年ジョー・スタッフォードが歌いシングルとしてリリースされ、1週目1953年2月28日付ビルボードのベスト・セラー・チャートで20位を記録した。
その後、様々なアーティストがカバーをしているが、最もヒットしたものは、1959年のエルヴィス・プレスリーのものでビルボードで2位、全英シングルチャートで1位を記録した。

## ディラン・バージョン
ボブ・ディランは、1967年『地下室（ザ・ベースメント・テープ）』（1975年）のセッションでこの曲を取り上げ録音したが、アルバムには収録されなかった。1969年4月のレコーディングで再録音され、アルバム『ディラン』（1973年）に収録された。ただしアルバムには、同名異曲のゴスペル・ソングの作者 James Buford Abner と誤ってクレジットされている。
シングルとしてもリリースされ、ビルボードで55位を記録した。

## その他のカバー録音
- Tommy Edwards
- The Bell Sisters（1953年）
- The Robins（1953年）
- Eddy Arnold（1956年）
- ビル・ヘイリー（1959年）
- Jim Reeves Songs to Warm Your Heart（1959年）
- ペトゥラ・クラーク as "Prends mon coeur"（1960年）
- ドリス・デイ Love Him（1963年）
- Davy Kaye（1964年）
- ザ・マウンテン・プレイボーイズ『カントリー&ウエスタン・トップ・ヒッツ』（1965年）
- 尾崎紀世彦『カントリー&ウエスタンを歌う』（1973年）
- Rodney Crowell（1978年）
- ピーボ・ブライソン（1981年）
- Steve Goodman（1987年リリース、posthumously）
- ボビー・ヴィントン（1989年）
- レジデンツ（1989年）
- Baillie & the Boys（1990年）
- Roy Forbes The Human Kind（1992年）
- Don Walser（1998年）
- Raul Malo After Hours（2007年）
- Josh Ritter（2008年）
- John Doe & The Sadies Country Club（2009年）